# 13238 Lambeaux
13238 Lambeaux eller 1998 HU149 är en asteroid i huvudbältet som upptäcktes den 25 april 1998 av den belgiske astronomen Eric W. Elst vid La Silla-observatoriet. Den är uppkallad efter den belgiske skulptören Jef Lambeaux.
Asteroiden har en diameter på ungefär 5 kilometer.